# Asura catameces
Asura catameces là một loài bướm đêm thuộc phân họ Arctiinae, họ Erebidae.